# Lucelle (Haut-Rhin)

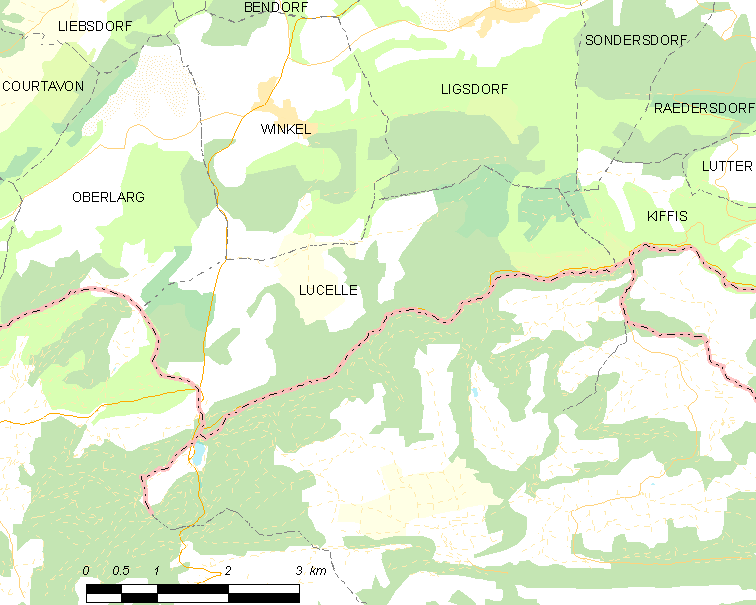
Lage von Lucelle (Haut-Rhin)

Lucelle (deutsch Lützel) ist mit 31 Einwohnern (Stand 1. Januar 2022) die kleinste der 377 Gemeinden im Département Haut-Rhin in der französischen Region Grand Est (bis 2015 Elsass). Der Ort liegt im Kanton Altkirch des Arrondissements Altkirch. Die Gemeinde ist Mitglied des Gemeindeverbandes Sundgau.

## Geografie
Lucelle ist die südlichste Gemeinde des Departements Haut-Rhin. Sie liegt unmittelbar an der Grenze zum Schweizer Kanton Jura und dessen Ort Lucelle, der zur Gemeinde Pleigne gehört. Beim Ort auf ungefähr 640 m Höhe entspringt die Lützel, die dort die Landesgrenze zwischen Frankreich und der Schweiz bildet. Nachbargemeinden von Lucelle sind Winkel im Norden, Ligsdorf im Nordosten, Kiffis im Osten, Pleigne (CH) im Süden sowie Oberlarg im Nordwesten.

## Geschichte
Die Geschichte des Ortes ist eng mit der Geschichte des Zisterzienserklosters Lützel verbunden, das im Mittelalter eine bedeutende Rolle spielte. Dies kommt auch im Gemeindewappen zum Ausdruck, das in vereinfachter Form eine Klosterkirche zeigt.
1801 wurden die Klostergebäude an drei Schmiede verkauft. Die Kirche und andere Gebäude wurden abgetragen, aus ihren Steinen wurden eine Eisenhütte und eine Gießerei erbaut. Nicht abgetragen wurden das Konventgebäude (in ihm wohnten seit 1793 Handwerker und Arbeiter), die Kellerei mit Nebenbau, ein Gebäudekomplex aus Hauptgebäude und zwei Flügelbauten (in dem Stallungen, Heubühne, Mühle, Bäckerei, Metzgerei, Gerberei, Arbeiter- und Knechtswohnungen untergebracht waren) und das Fremdenhaus mit seinen Nebengebäuden. Unversehrt blieben auch die Orangerie und die Gärten. 1824 wurden die Klostergebäude, die neu gebauten Fabriken und die Eisenhütten von St-Pierre an die Paravicini verkauft.
Die Gemeinde Lucelle wurde nun ein wichtiger Lieferant von Eisen für die französische Waffenproduktion, ihr starker industrieller Besatz zeigte sich in den Einwohnerzahlen: um 1820 280 Einwohner, um 1835 320 Einwohner; drei Viertel der Bevölkerung waren Handwerker und Arbeiter. Um 1850 gab es in Lucelle und St-Pierre je einen Hochofen; die Erze dafür stammten von beiden Seiten der Grenze. Nach etwa 1860 kam es zum Niedergang der Industrie. 1883 wurden die letzten verbliebenen Einrichtungen geschlossen und später abgetragen. Die Anlagen der L. Paravicini-Eisenwerke (1817–1870), des „Eisenkönigs von Lucelle“, mussten 1883 von Emanuel Leonhard Paravicini, dem Vater von Mathilde Paravicini, wegen finanzieller Schwierigkeiten an die Gesellschaft der von Roll’schen Eisenwerke verkauft werden.
Von 1871 bis zum Ende des Ersten Weltkrieges gehörte Lützel als Teil des Reichslandes Elsaß-Lothringen zum Deutschen Reich und war dem Kreis Altkirch im Bezirk Oberelsaß zugeordnet.

### Bevölkerungsentwicklung
| Jahr      | 1910 | 1962 | 1968 | 1975 | 1982 | 1990 | 1999 | 2006 | 2017 |
| Einwohner | 118  | 62   | 64   | 68   | 53   | 71   | 47   | 42   | 34   |

|  |  |

## Persönlichkeiten
- Robert Notz (um 1600–1663), österreichischer Zisterzienser, 27. Abt von Stift Neukloster in Wiener Neustadt